# Termoceptor
Termoceptores ou termorreceptores são receptores sensoriais que captam estímulos de natureza térmica.
Encontram-se distribuídos por toda a pele; um dos tipos de termorreceptor é a terminação nervosa livre.